# 虎沢検校
虎沢 検校（とらさわ けんぎょう、生年不詳 - 1654年5月28日（承応3年4月12日））は、江戸時代前期の筝曲作曲家、三味線奏者である。三味線の組歌を創始した事で知られている。

## 経歴・人物
京都の生まれ。幼年期より盲目となり、石村検校の門人となる。筝曲を学び、師匠の石村と共に三味線の新しい技法を使った組歌を創始した。
後にこの組歌を利用した筝曲を作曲し、中でも虎沢の代表作『琉球組』（一説に師匠の石村作）は日本最古の三味線組歌として有名となり、一躍名を馳せた。他にも、『破手（端手）組』も作曲したといわれている。これにより、後の筝曲家に大きく影響を与えた。

## 主な弟子
- 沢住検校 - 浄瑠璃に三味線組歌を加えた祖である筝曲家。
- 山野井検校 - 柳川検校の師匠。

この他一説に柳川も弟子であると推定される。

## 主な作品

### 代表的な組歌
- 『琉球組』- 一説に石村作曲。

### その他の組歌
- 『鳥組』
- 『腰組』
- 『飛騨組』

等、他3曲が現在、虎沢が作曲したと推定されている。